# The Suicide Commandos
The Suicide Commandos – amerykańskie trio punkrockowe utworzone w 1975 roku w Minneapolis w stanie Minnesota. Wydali dwa single za pośrednictwem niezależnego wydawnictwa w 1976 i 1977 roku, po czym podpisali kontrakt z firmą Blank Records, należącą do koncernu Mercury Records. Współpracując z wielką wytwórnią wydali jeden album długogrający, Make a Record. Zespół rozpadł się w 1979 roku. Pomimo krótkiego okresu istnienia, The Suicide Commandos są uważani za pionierów w dziedzinie tworzenia muzyki punkrockowej w Twin Cities, które w niedalekiej przyszłości stało się miejscem powstania popularnych zespołów, takich jak Hüsker Dü, The Replacements i Soul Asylum.

## Skład
- Steve Almaas – gitara basowa, wokal
- Dave Ahl – perkusja, wokal
- Chris Osgood – gitara, wokal

## Dyskografia
Opracowano na podstawie materiału źródłowego.

### Albumy studyjne
- Make a Record (1978)
- Time Bomb (2017)

### Albumy koncertowe
- The Commandos Commit Suicide Dance Concert (1979)
- The Legendary KQRS Concert, 1976 (2007)

### Single
- „Emission Control” / „Cliche Ole” / „Monster Au-Go-Go” (1976)
- „Mark He's a Terror” / „Match Mismatch” (1977)